# Христианский совет Мозамбика
Христианский совет Мозамбика (порт. Conselho Cristão de Moçambique) — экуменическая христианская организация в Мозамбике. 

## Цели
Цели совета — содействовать свидетельствованию церквей, помогать работе организаций-членов, а также других христианских и гуманитарных организаций, вести межрелигиозную работу, содействовать развитию сообществ посредством церквей для поддержания мира. Совет публикует публичные заявления от имени конфессий, которые он представляет. Также совет оказывает материальную помощь церквям-членам, и консультирует руководство страны по межрелигиозным вопросам.

## Структура
В совет входят 24 христианских конфессии, включая Объединенную церковь Христа в Мозамбике, а также Библейское общество и Союз священных Писаний. Национальный офис находится в Мапуту, представительства имеются в каждой из 10 провинций Мозамбика. Совет является членом Всемирного совета церквей и Содружества христианских советов Южной Африки. 

## История
Совет основан в 1948 году и с самого начала существования оказывал активное влияние на политику страны.   
В 1984 году, во время гражданской войны в Мозамбике, Совет создал Комиссию мира и примирения для способствования мирному процессу в стране. Совет участвовал в послевоенном восстановлении страны после войны за независимость Мозамбика.  
До выборов 1994 года совет занимался просвещением избирателей. В настоящее время его внимание сосредоточено на экономических и социальных правах, занимаясь такими вопросами, как низкая заработная плата, безработица, злоупотребление властью и доступ к земле. 
В 2023 году совет призвал к мирному обсуждению результатов выборов в Мозамбике в духе борьбы «за свободные, справедливые и прозрачные выборы».

## Внешние ссылки
- Официальный веб-сайт
- Христианский совет Мозамбика в списке Всемирного совета церквей